# Réseau Voltaire
Pour les articles homonymes, voir Voltaire (homonymie).
Ne doit pas être confondu avec Boulevard Voltaire (site Internet).
Le Réseau Voltaire pour la liberté d'expression est une association à but non lucratif française, fondée en 1994 au Parlement européen et dissoute en 2007.
Selon ses statuts, son but était « la promotion de la Liberté et de la Laïcité » et « l’émancipation des individus face aux dogmes et aux empires ». Au début des années 2000, elle se présente comme « réseau de presse non-alignée »,,,,,. À partir de 2002 et de la publication du livre L'Effroyable Imposture par son président Thierry Meyssan, le Réseau Voltaire se fait le diffuseur des théories du complot sur les attentats du 11 septembre 2001. L'association est dissoute en France en 2007, et installe ensuite ses moyens médiatiques au Liban. Le Réseau Voltaire prend alors officiellement le nom de Réseau Voltaire International. Thierry Meyssan devient politiquement proche de l'Iran, du Hezbollah et du gouvernement syrien de Bachar el-Assad,, dont il diffuse la propagande. L’association est recréée en novembre 2012 sous le nom « Réseau Voltaire France ».
Le Réseau Voltaire édite un site internet multilingue qui rassemble des agences de presse et des journaux d'Amérique latine, d'Europe et du Monde arabe.

## Histoire

### Origines
L'association est créée en mars 1994 pour animer une campagne en faveur de la liberté d’expression que ses fondateurs estiment menacée par une disposition législative introduite dans le nouveau code pénal français, l'article 227-24. L’association est lancée par une pétition cosignée par Pierre Bourdieu, Henri Caillavet, Jack Lang, Noël Mamère, Gilles Perrault et Philippe Sollers pour dénoncer ce qu’ils désignent comme « le retour de l’ordre moral »,. Elle reçoit également le soutien de Jacques Gaillot. Plusieurs organisations françaises siègent à son conseil d’administration, comme le MRAP, des syndicats, comme le SGP, et des partis parlementaires de la gauche non socialiste (Les Verts, le PCF, le PRG).
En 1996, le Réseau Voltaire accuse certains dirigeants de la droite de donner des gages à l'extrême droite, notamment en matière de législation sur les mœurs ou de financement de l'Église catholique. Le Réseau réussit également à mobiliser une partie non négligeable de l'opinion en livrant bataille, au nom de la laïcité, contre la célébration publique du  1 500e anniversaire du baptême de Clovis. Il se transforme en un observatoire de l'extrême droite et des milieux cléricaux. Il intervient notamment pour empêcher le financement public de la partie religieuse des voyages du pape en 1997, pour susciter une commission d’enquête parlementaire sur le DPS, le service d'ordre du Front national en 1998, bénéficiant pour ce faire du soutien de la Fédération des familles laïques, de la Fédération Léo-Lagrange, du MRAP et de SOS Racisme mais l'affaire tourne court.
L’année 1997 marque un tournant important avec le retour de la gauche au pouvoir. Les responsables du réseau Voltaire publient un trombinoscope au vitriol du gouvernement Jospin.
À partir de 1999, le réseau Voltaire s’oriente vers les questions internationales en publiant notamment un bulletin quotidien sur la guerre en ex-Yougoslavie. Le réseau dénonce la participation de la France à la guerre de Yougoslavie sans vote parlementaire, ce qui serait selon leur analyse contraire à la Constitution. Les organisations de gauche se distancient du Réseau.

### Crise interne
Les prises de position du Réseau Voltaire après les attentats du 11 septembre 2001, soutenant que ceux-ci sont le fruit d'une conspiration intérieure et non pas extérieure, sont peu médiatisées. Mais la publication par son président, Thierry Meyssan, en mars 2002 d’un ouvrage sur le sujet, L'Effroyable Imposture, et sa médiatisation, provoque une levée de boucliers contre son auteur, accusé de céder à ses fantasmes et à la théorie du complot. Une partie de la presse, qui soutenait jadis le Réseau, se retourne contre lui. Les Verts se retirent. Toutefois, Perline, journaliste qui travaille pour Arrêt sur images, l'émission de Daniel Schneidermann, tout en étant assistante parlementaire chargée des questions de communication d'Alain Lipietz, député européen, déjà membre du Réseau Voltaire, reste encore quelque temps au conseil d’administration. Elle démissionne au bout de six mois en janvier 2003, critiquant l'absence à ses yeux de contrôle du conseil d'administration sur les activités, menées au nom du Réseau, par le Bureau de l'association, notamment les liens tissés par le président et le secrétaire général avec les autorités iraniennes et le Hezbollah libanais. Elle regrette aussi l'orientation du Réseau dans la critique, selon elle exacerbée, des États-Unis et de leur politique étrangère, et ses relations tournées principalement vers les pays à majorité musulmane.
En février 2005, trois autres membres du conseil d'administration, Michel Sitbon, trésorier depuis la fondation en 1994, Gilles Alfonsi représentant le Parti communiste français, et Jean-Luc Guilhem quittent l'association. Ils estiment que, « sous prétexte de résistance à l'impérialisme américain, les accommodements avec les impérialismes chinois et russe et les rapprochements avec les islamistes traduiraient une dérive antisémite latente au sein de l'équipe de direction ». Ils accusent l’association de servir secrètement la diplomatie française et de faire preuve de complaisance vis-à-vis de la Russie et la République populaire de Chine (l’un des administrateurs est conseiller économique de la ville de Shanghai). Selon leur version, « le 26 février 2005, au terme d'une assemblée générale à participation restreinte, convoquée dans des conditions sujettes à caution, les signataires de ce texte ont quitté le conseil d'administration du réseau Voltaire tandis qu'y faisait son entrée Claude Karnoouh, chercheur au CNRS ». « Le 4 avril 2005 : Le nouvel organigramme du conseil d'administration du réseau Voltaire vient de subir un nouvel aménagement : alors qu'il avait tout juste été intégré à l'instance de direction du réseau, Claude Karnoouh, […] soutien du négationniste Robert Faurisson dès 1981, vient d'en être débarqué. Les autres membres du conseil lui ont en fait demandé de se mettre en retrait pour ne pas être emportés avec lui dans la tourmente », affirme le site web Amnistia.net.
Cette version des faits est contredite par le Réseau. Selon lui, Claude Karnoouh était bien présent à l'assemblée générale, mais n'a jamais été élu administrateur ainsi que le prouvent les documents enregistrés en préfecture. En outre, toujours selon le Réseau, il y a eu non pas un changement de ligne politique, mais un simple « changement de dimension ». Cette polémique serait une manière inélégante des démissionnaires de justifier leur départ : « les administrateurs favorables à une conception politicienne franco-française de l’association ont été mis en minorité. Ils ont démissionné, soit avant, soit pendant l’Assemblée générale », indique un communiqué. Thierry Meyssan relate ainsi cet épisode : « J’ai eu la surprise de constater que certains de nos administrateurs, sincèrement engagés dans la lutte contre le racisme, défendaient des principes opposés lorsqu’il s’agissait du Proche-Orient. Là-bas, ils se satisfaisaient très bien de l’apartheid israélien. Notre conseil d’administration est devenu un champ de bataille. En définitive, les administrateurs sionistes ont été mis en minorité. Ils ont démissionné, les uns après les autres, non sans insulter avec un acharnement particulier un de nos administrateurs qui est juif antisioniste », Meyssan étant désormais mis en minorité dans cette histoire toujours selon Rudy Reichstadt de Conspiracy watch. 
Dans une interview publiée en février 2015 dans L'Humanité, Gilles Alfonsi, un des trois administrateurs accusés par Meyssan d'être sionistes, réfute cette version qu'il qualifie de « petit » mensonge et précise que l'intéressé connaissait parfaitement l'engagement pro-palestinien des trois personnes en question. Il explique qu'en les « faisant passer pour des sionistes et en présentant l’un de ses proches comme un "juif antisioniste" (comme Jean-Marie Le Pen montrait son Noir il y a quelques années pour montrer qu’il n’était pas raciste…), son but est de faire croire qu’il [Meyssan] serait seulement antisioniste alors qu’il est aussi un allié des pires antisémites ».

### «Réseau international de presse non-alignée»
Par la suite, l’association poursuit son développement dans le monde arabe et en Europe de l'Est. Elle modifie ses statuts, abandonne sa forme française et se transforme en un « réseau international de presse non-alignée ». Elle lance des éditions en plusieurs langues et organise la conférence Axis for Peace.
En 2008, son président déclare se sentir proche du Hezbollah en tant que principal réseau de résistance au Proche-Orient et éprouver beaucoup d’admiration pour son secrétaire général Hassan Nasrallah. Il met également en avant sa « contribution personnelle » à la révolution iranienne et ses « amitiés vénézueliennes ». Se présentant comme un radical de gauche, celui qui a longtemps dénoncé les alliances des organisations de droite avec celles d'extrême droite se déclare prêt « à travailler avec tout le monde, à l’exception de ceux qui ont participé activement aux agressions impérialistes » et s'inspirer du radical Jean Moulin, qui « accepta de travailler avec tous ceux qui voulaient défendre la liberté, de l’extrême gauche à l’extrême droite ».
Les principaux responsables du Réseau Voltaire résident désormais au Liban. Dans le contexte du « Printemps arabe », Thierry Meyssan apporte son soutien à des dirigeants arabes comme le Libyen Mouammar Kadhafi ou le Syrien Bachar el-Assad. Jean-Pierre Perrin, journaliste de Libération présent en Syrie durant la révolte dans ce pays, qualifie en 2012 le Réseau Voltaire d'« office de propagande payé par les dictatures les plus abominables », dont les informations ne méritent pas d'être commentées.
Lors de la campagne présidentielle de 2012, la journaliste Anne-Sophie Balbir affirme que l'ancien Premier ministre Dominique de Villepin est membre du Réseau Voltaire.
En 2012, une nouvelle association française est lancée : le « Réseau Voltaire France ». Le président en est Alain Benajam et le vice-président André Chamy, Thierry Meyssan et Issa El Ayoubi sont membres du conseil d'administration. La nouvelle association, qui a repris pour l'essentiel les statuts de l'ancienne, affirme militer pour l'avènement en France d'une république véritable capable de recouvrer l'indépendance nationale, et être pour la sortie de la France de l'OTAN, de l'UE et de la zone Euro. En politique internationale, le Réseau Voltaire France déclare militer pour le respect de la charte de l'ONU et la non-ingérence, l'association se définissant comme anti-impérialiste. Le Réseau Voltaire possède ainsi deux fonctions, une organisation médiatique internationale dirigée par Thierry Meyssan et une organisation politique dirigée par Alain Benajam, un des fondateurs historiques du Réseau Voltaire.
Le Réseau Voltaire a organisé en 2005 la conférence Axis for Peace, dans le but proclamé de construire un « mouvement intellectuel » laïque destiné à combattre l'impérialisme américain et le néo-conservatisme. La conférence regroupe des militants de pays opposés aux États-Unis (Cuba, Venezuela, etc.) sur le continent américain, et des militants européens (Giulietto Chiesa, Dieudonné, Annie Lacroix-Riz) et israéliens (Ahmed Tibi, Gideon Levy). Sont également présentes des personnalités politiques (l'ancien Premier ministre libanais Salim el-Hoss ou l'ancien ministre allemand Andreas von Bülow) et militaires (les anciens chefs d'état-major russe Leonid Ivachov et équatorien René Vargas-Passos). Les partenaires de la conférence sont les télévisions Al Jazeera, Dubai TV, IRIB, Russia Today, TeleSur, et les journaux Al-Bayan, American Free Press, Eesti Ekspress et Gulf News. Rudy Reichstadt, de Conspiracy Watch, qualifie la liste des participants de « who’s who des auteurs conspirationnistes les plus en vue de l’époque. »
Après la première conférence, une seconde a été annoncée en 2007 mais n'a pas eu lieu, pas plus qu'une troisième dont la tenue était envisagée en 2011 à Téhéran en marge d'une « conférence mondiale contre le terrorisme » annoncée par le président iranien Mahmoud Ahmadinejad.

### Jurisprudences
Des actions judiciaires à l'encontre du Réseau Voltaire sont à l'origine de trois jurisprudences dans le droit français :
- Restriction du champ d'application de l'article 227-24 du Code pénal.

L'interdiction des « messages à caractère violent ou pornographique ou de nature à porter gravement atteinte à la dignité humaine (…) lorsque ce message est susceptible d'être vu ou perçu par un mineur » trouve sa limite dans la supériorité du droit constitutionnel d'expression et dans les impératifs de santé publique. Ainsi l'interdiction ne peut s'appliquer à la diffusion d'images de guerre au journal télévisé ou de représentations sexuelles dans des messages de prévention du sida.
- Affaire Carl Lang contre Réseau Voltaire.

Le délai de prescription prévu par la loi sur la presse de 1881 s'applique aussi aux publications internet. Les actions en insulte ou diffamation sont prescrites trois mois après la publication. Cependant ce délai repart de zéro en cas de modification du contenu de la page internet ou de son URL,.
- Affaire Danone contre Réseau Voltaire.

Les tiers peuvent utiliser le nom et le logo d'une marque déposée pour la désigner verbalement et visuellement, sans dénigrement, s'il n'y a pas de risque de confusion avec la marque en question, dans le cadre d'un exercice régulier de la liberté d'expression. Danone voulait interdire le site Jeboycottedanone.com que le Réseau Voltaire avait mis en ligne pour dénoncer les conséquences sociales de plans de restructuration.

## Positions et controverses
- Le Réseau suscite une vaste polémique au lendemain des attentats du 11 septembre 2001 en prétendant qu'ils ont été organisés par « une faction du complexe militaro-industriel américain » dans le but de manipuler l'opinion publique internationale afin de pouvoir justifier des interventions des États-Unis à l'étranger, notamment en Afghanistan et en Irak[46],[47]. Son président, Thierry Meyssan, commence par développer cette théorie du complot dans un premier livre, L'Effroyable Imposture, très critiqué par la presse française (Libération du 16 mars, Le Monde du 21 mars 2002) et par une partie de la presse étrangère. Le scandale est d'autant plus grand que des personnalités politiques font alors partie du conseil d'administration du Réseau Voltaire[48]. Les années suivantes, le quotidien électronique du Réseau publie régulièrement de nouvelles théories liées au 11 Septembre et au terrorisme djihadiste, thèses que divers auteurs et d'anciens membres du Réseau dénoncent comme des « impostures » (en reprenant le titre du livre de Meyssan)[49].

- Lors du conflit israélo-libanais de 2006, le Réseau indique des taux de pertes élevées des forces d'Israël[50].

- À la suite du tremblement de terre d'Haïti de 2010, le Réseau reproduit un article de ViveTV et une vidéo de Russia Today selon laquelle Hugo Chávez aurait accusé les États-Unis d'avoir causé le séisme au moyen d'une arme sismique. Il s'avère que l'information de Russia Today est infondée[51]. Dans un article ultérieur, Thierry Meyssan attribue la manipulation à David Booth (alias Sorcha Faal) et apporte des précisions sur les recherches en matière d'armes sismiques.

- Le ministère américain des Affaires étrangères, sous le gouvernement de George W. Bush, a présenté le Réseau comme une des sources majeures de désinformation[52] et le ministère de la Défense a déclaré Thierry Meyssan persona non grata sur le territoire des États-Unis[53].
- Le Réseau Voltaire entretient des liens avec le régime de Bachar el-Assad, dont il diffuse la propagande pendant la révolution puis la guerre civile syrienne, y compris en partageant mensonges, contre-vérités et théories du complot[46],[54],[55],[56],[57],[58].

## Financement
Entre 1994 et 2005, Michel Sitbon est le trésorier de l'association. Lors de l'assemblée générale du 26 février 2005, Michel Sitbon annonce qu'indépendamment de sa décision de quitter l'association, il doit abandonner le poste de trésorier étant dans l'impossibilité d'assurer la transparence du financement du Réseau Voltaire. Gilles Alfonsi, représentant le Parti communiste français, intervient aussi lors de cette assemblée générale et fustige les nouveaux financements de l'association « pour envisager que des États puissent par sympathie se trouver généreux, sans sérieuses contreparties. »
En 2011, selon Pierre Haski, le général Manaf Tlass, proche de Bachar el-Assad, s'occupait d'organiser « la bataille de l’information dans le monde » notamment en finançant le Réseau Voltaire de Thierry Meyssan.